# Collegium Novum Uniwersytetu Jagiellońskiego
Collegium Novum – zabytkowy, główny budynek Uniwersytetu Jagiellońskiego znajdujący się w Krakowie przy ulicy Gołębiej 24, na Starym Mieście przy Plantach.

## Historia
Gmach wzniesiono na posesji ograniczonej od północy przez ulicę Gołębią, od wschodu przez ulicę Jagiellońską oraz od południa i zachodu przez Planty. W miejscu tym dawniej znajdowały się dwie bursy akademickie. Jedną z nich była Bursa Jeruzalem (Jerozolimska), ufundowana przez kardynała Zbigniewa Oleśnickiego w 1454 roku. W XVII wieku bursa została odnowiona fundacją biskupa Jakuba Zadzika. Spłonęła w 1841 roku, a pozostałości bursy rozebrano dwa lata później. Drugą bursą była znajdująca się na rogu ulic Gołębiej i Jagiellońskiej Bursa Filozofów, zbudowana najpewniej na początku XV wieku, połączona w późniejszych czasach z Bursą Jerozolimską. Rozebrano ją w 1883 roku w momencie budowania Collegium Novum.
Budowę gmachu Collegium Novum rozpoczęto w 1883 roku według projektu Feliksa Księżarskiego. Pracami budowlanymi kierował Antoni Łuszczkiewicz. Do budowy gmachu użyto najlepszych materiałów – kamień sprowadzono z Dobczyc, Pińczowa oraz Straconki, z kolei cegłę z fabryki Maurycego Barucha w Podgórzu. Stolarkę oraz meble do wyposażenia budynku zaprojektował Tadeusz Stryjeński. Budowę ukończono i oddano gmach do użytku w 1887 roku. Z okazji otwarcia gmachu w 1887 został wybity medal upamiętniający to wydarzenie, zaprojektowany przez Mieczysława Kurnatowskiego.
6 listopada 1939 w sali pod numerem 56 aresztowano profesorów i pracowników naukowych Uniwersytetu Jagiellońskiego, Akademii Górniczo-Hutniczej i innych wyższych uczelni Krakowa w ramach Sonderaktion Krakau, wywożąc ich do obozów koncentracyjnych. Na ścianie wewnątrz sali wmurowano pamiątkową tablicę upamiętniającą wydarzenia Sonderaktion Krakau, jej treść brzmi następująco:

Za niepodległość ducha, za służbę nauce i narodowi, zdradą i gwałtem zabrał z tej sali i uwięził okupant niemiecki profesorów, docentów i asystentów Uniwersytetu Jagiellońskiego w dniu 6 listopada 1939 r.

Obecnie sala ta służy historykom i odbywają się w niej zajęcia m.in. wykłady z historii Polski.
Z okazji zbliżającego się jubileuszu 650-lecia UJ, w 2013 roku przeprowadzono remont konserwatorski gmachu, w ramach którego renowacji poddane zostały m.in. posadzki, reprezentacyjny hol, przedsionki, główna klatka schodowa i wszystkie korytarze. Ważnym elementem prowadzonych prac był również remont dachu, w ramach którego wymieniono mocno zniszczoną miedź, położoną w latach 1929–1932 na dwubarwny łupek, przywracając w ten sposób oryginalne pokrycie dachowe.

## Architektura
Budynek wzniesiono w obowiązującym ówcześnie stylu neogotyckim w oparciu o wzór wzniesionego kilkanaście lat wcześniej gmachu Akademisches Gymnasium w Wiedniu oraz Kreuzschule w Dreźnie. Gmach zaprojektowany jako dwupiętrowy, na planie zbliżonym do kwadratu, z dwoma niedużymi wewnętrznymi dziedzińcami. Fasada od strony Plant i I obwodnicy (krakowskiego odpowiednika Ringu wiedeńskiego) została zaakcentowana ryzalitem z portykiem arkadowym, otwierającym się siedmioma ostrołukowymi portalami. Na piętrze, ponad arkadami odpowiada im pięć wysokich okien auli uniwersyteckiej.
Na parterze budynku przez portyk wchodzi się do reprezentacyjnej sieni, wspartej na granitowych kolumnach. Przez sień na wprost od wejścia znajduje się rozległa klatka schodowa dopełniona kamienną, ażurową balustradą. Wystój sieni oraz klatki schodowej oparty na ostrołukowych strukturach portali i przejść oraz sklepień wpisuje się w neogotycki styl gmachu, przywołując średniowieczne rozwiązania przestrzenne zastosowane m.in. na zamku w Malborku. Najokazalszą salą w Collegium Novum jest aula uniwersytecka znajdująca się na pierwszym piętrze gmachu. Jest to wielkie prostokątne pomieszczenie nakryte belkowym stropem kasetonowym wspartym na kroksztynach. Spośród wyposażenia sali należy wymienić neogotyckie katedry rektorskie oraz znajdujące się na ścianach liczne portrety i obrazy. Wśród obrazów wyróżnić można m.in. dzieła Jana Matejki jak „Astronom Kopernik”, zakupiony ze składek publicznych dla Uniwersytetu oraz trzy portrety wyobrażające rektorów UJ: Józefa Dietla, Józefa Szujskiego oraz Stanisława Tarnowskiego. Inne wyróżniające się obrazy eksponowane w sali to namalowane przez Leopolda Löfflera portrety Kazimierza Wielkiego i Władysława Jagiełły oraz portret królowej Jadwigi autorstwa Antoniego Piotrowskiego. W auli odbywały się inauguracje roku akademickiego do 2004 roku (od 2005 roku w Auditorium Maximum), tu mają miejsce również sesje naukowe, promocje doktorskie i inne ważne wydarzenia. Za katedrą rektora znajduje się przejście do sali Senackiej, wyposażonej portretami rektorów Uniwersytetu z końca XIX wieku. Na drugim piętrze spośród pomieszczeń wyróżniają się największa sala 52 nazwana na cześć Mikołaja Kopernika „Lectorium Nicolai Copernici” oraz wspomniana sala 56 nazwana imieniem Józefa Szujskiego. We wnętrzach Collegium Novum znajdują się również liczne tablice upamiętniające m.in. profesorów oraz rektorów UJ, jak również wydarzenia historyczne.
Collegium Novum to obecnie główny budynek administracyjny UJ. Mieści się tu siedziba rektora Uniwersytetu Jagiellońskiego, dziekanaty wydziałów, kwestura, administracja, gabinety profesorskie i sale wykładowe.

## Galeria

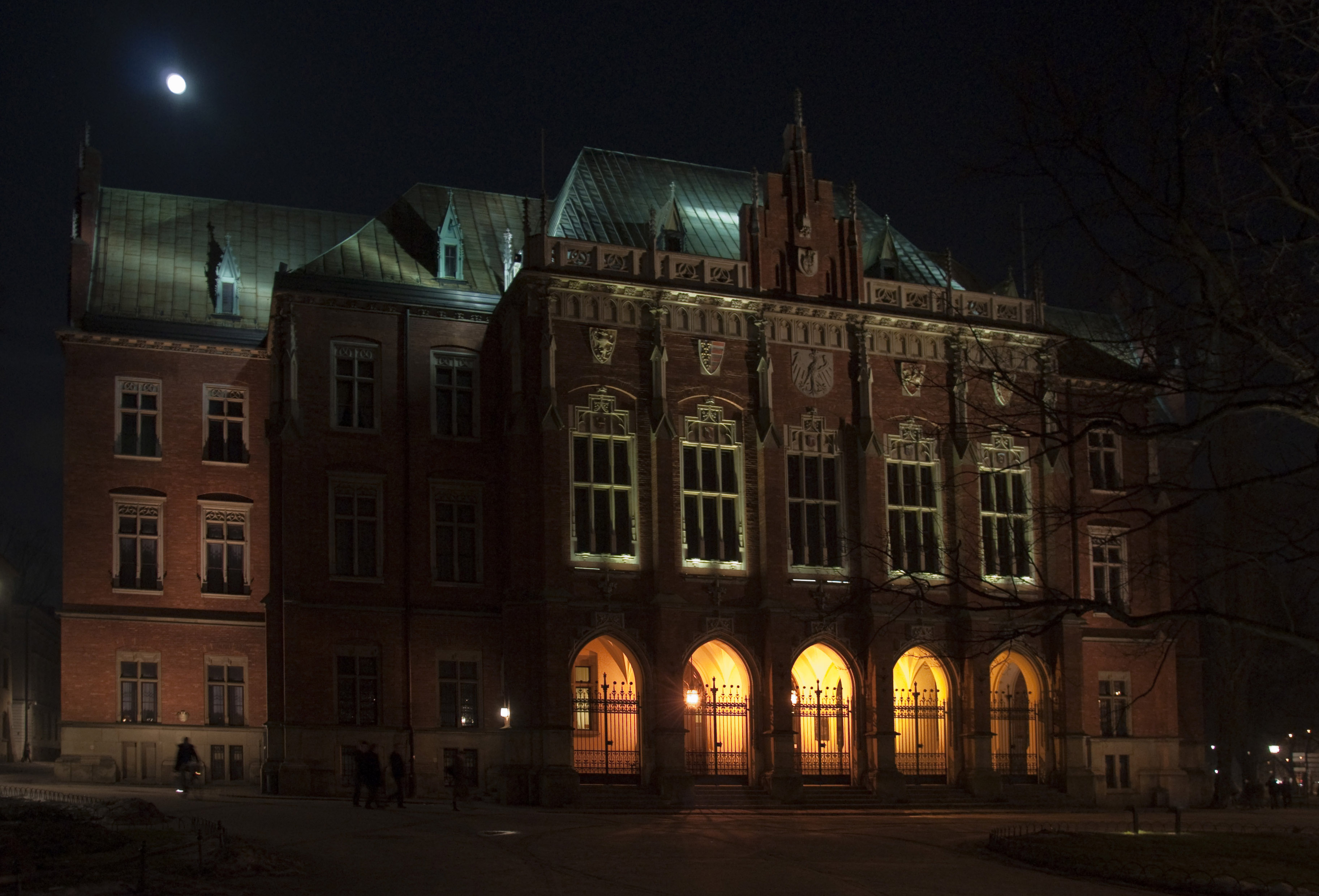
Gmach nocą
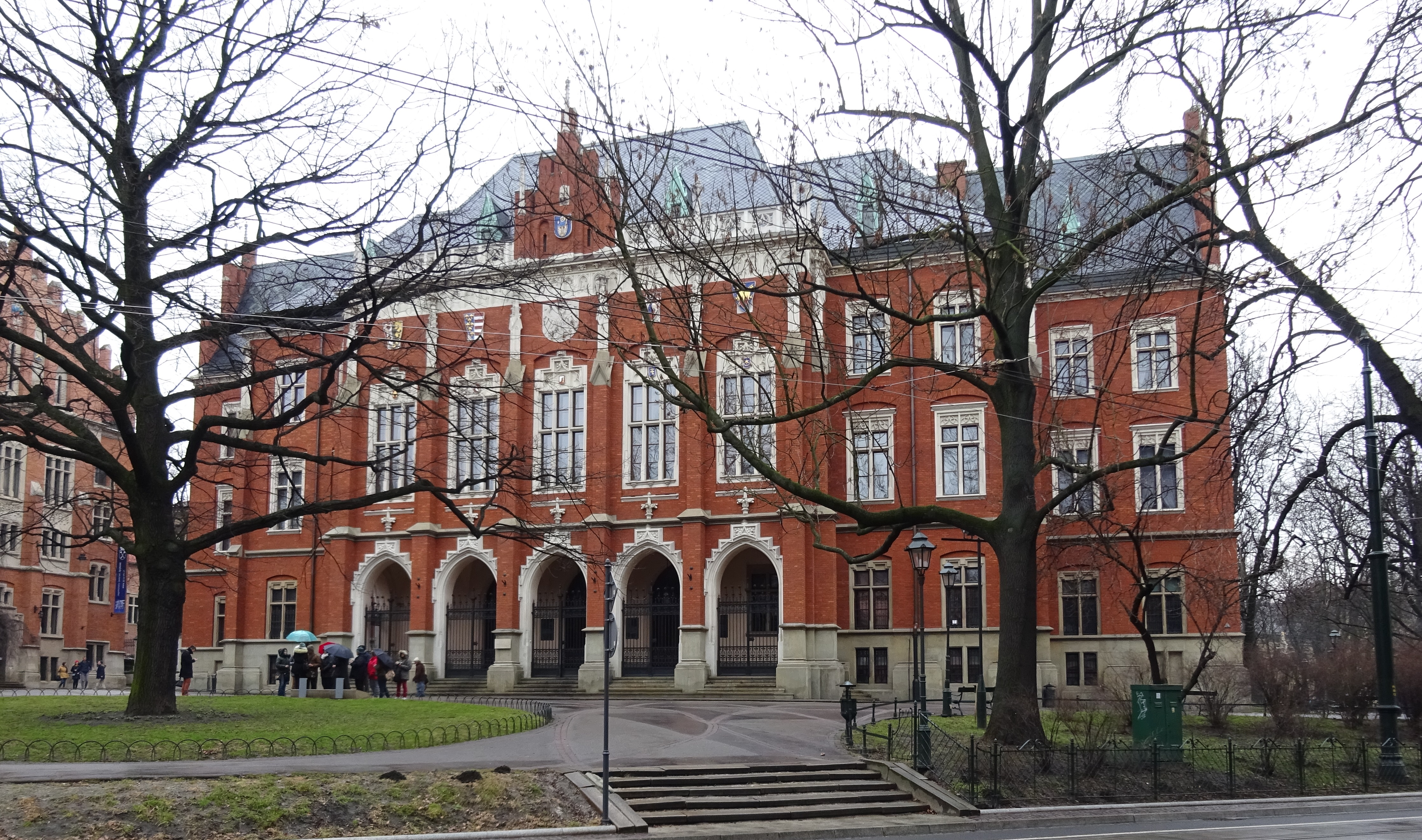
Widok od zachodu, zimą
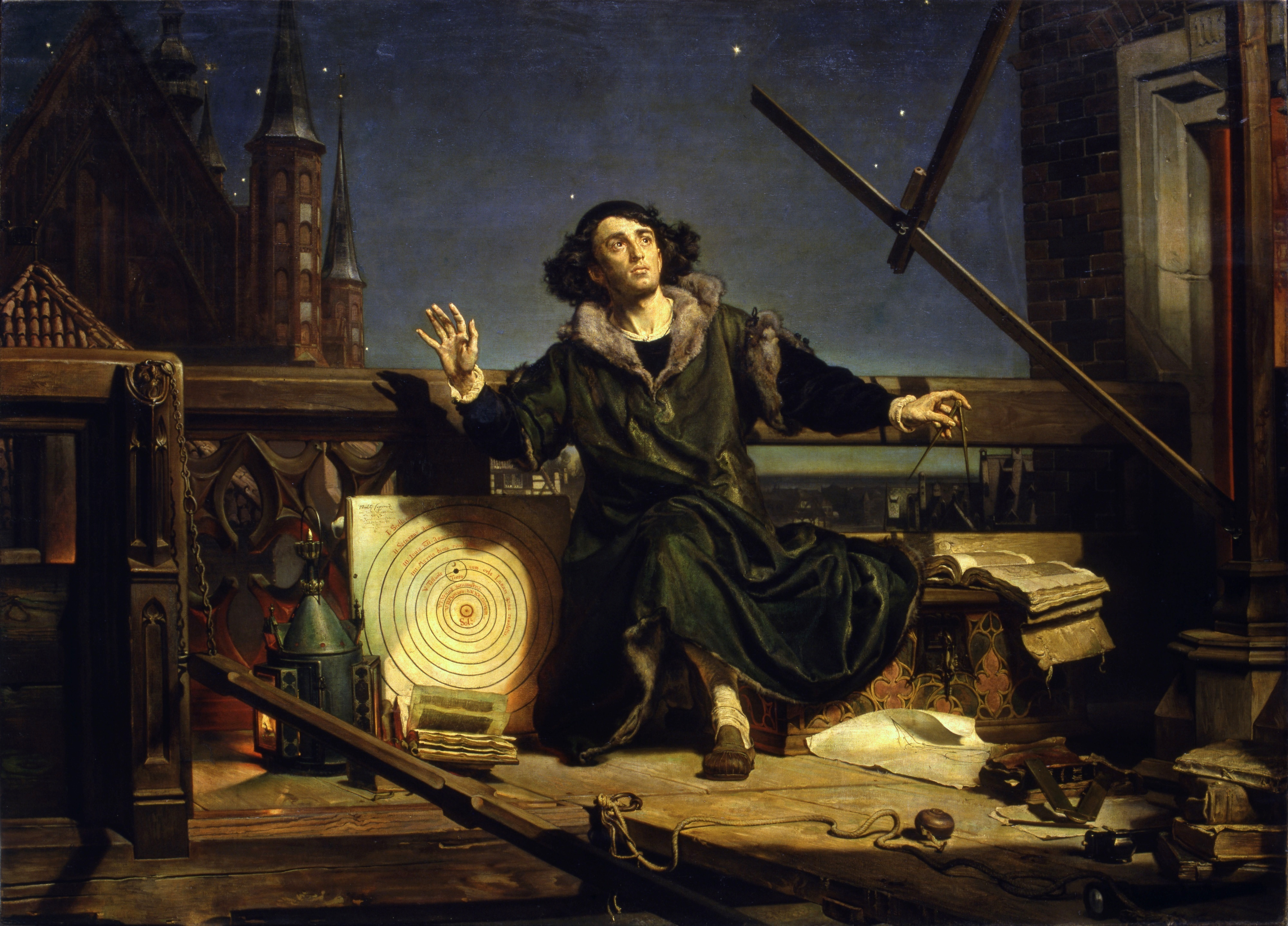
„Astronom Kopernik, czyli rozmowa z Bogiem”, Jan Matejko, 1873
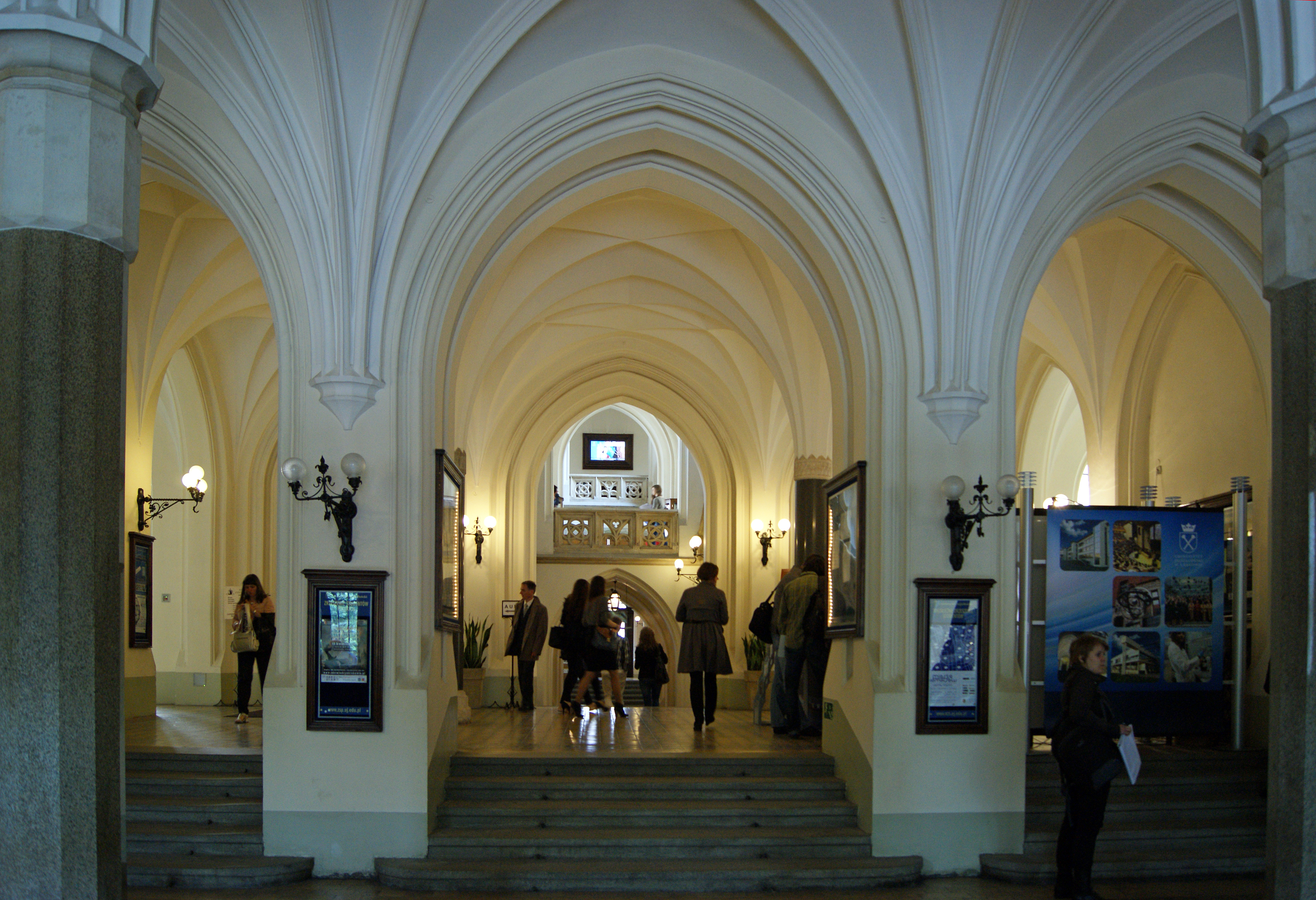
Sień
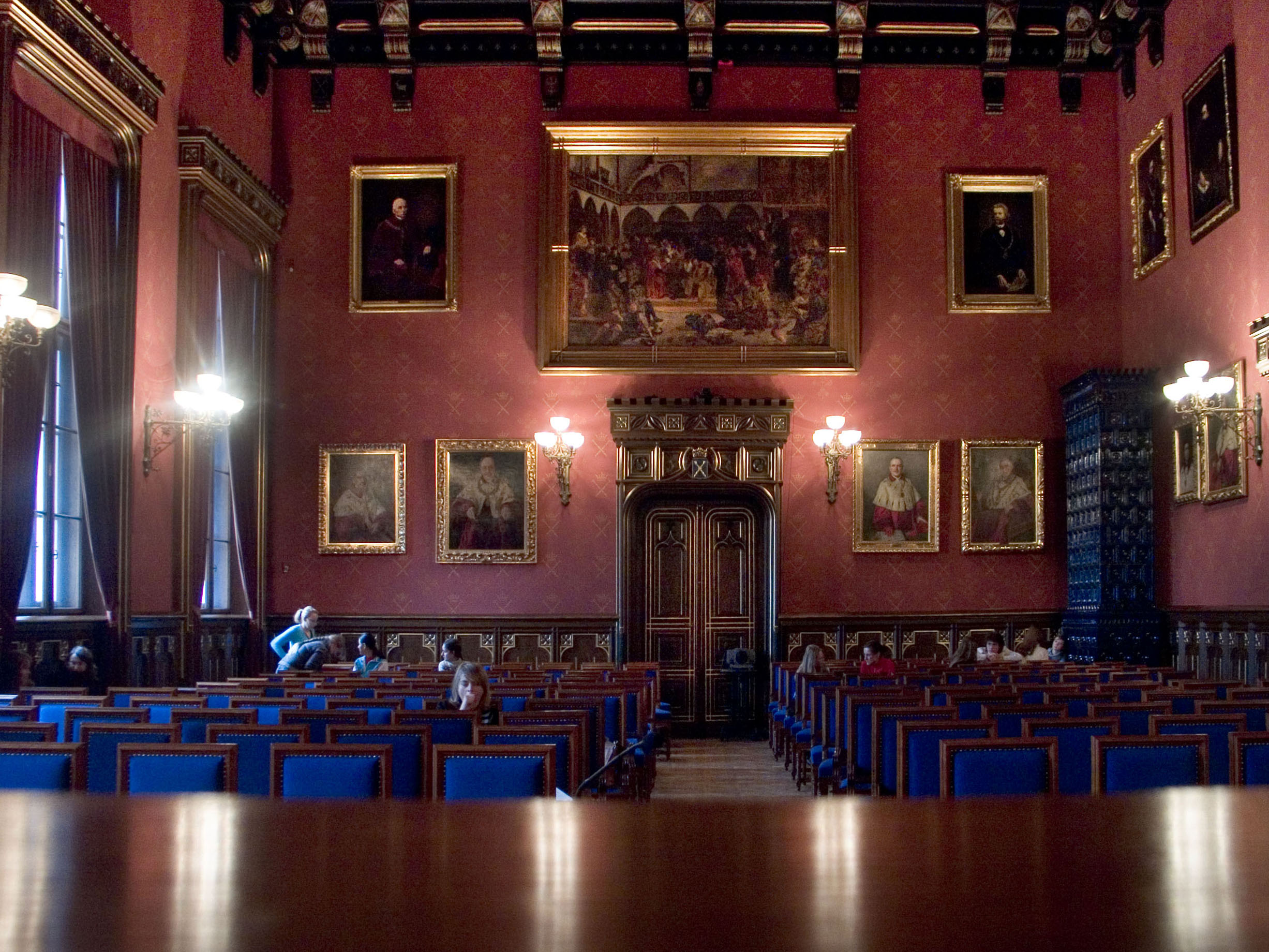
Aula uniwersytecka
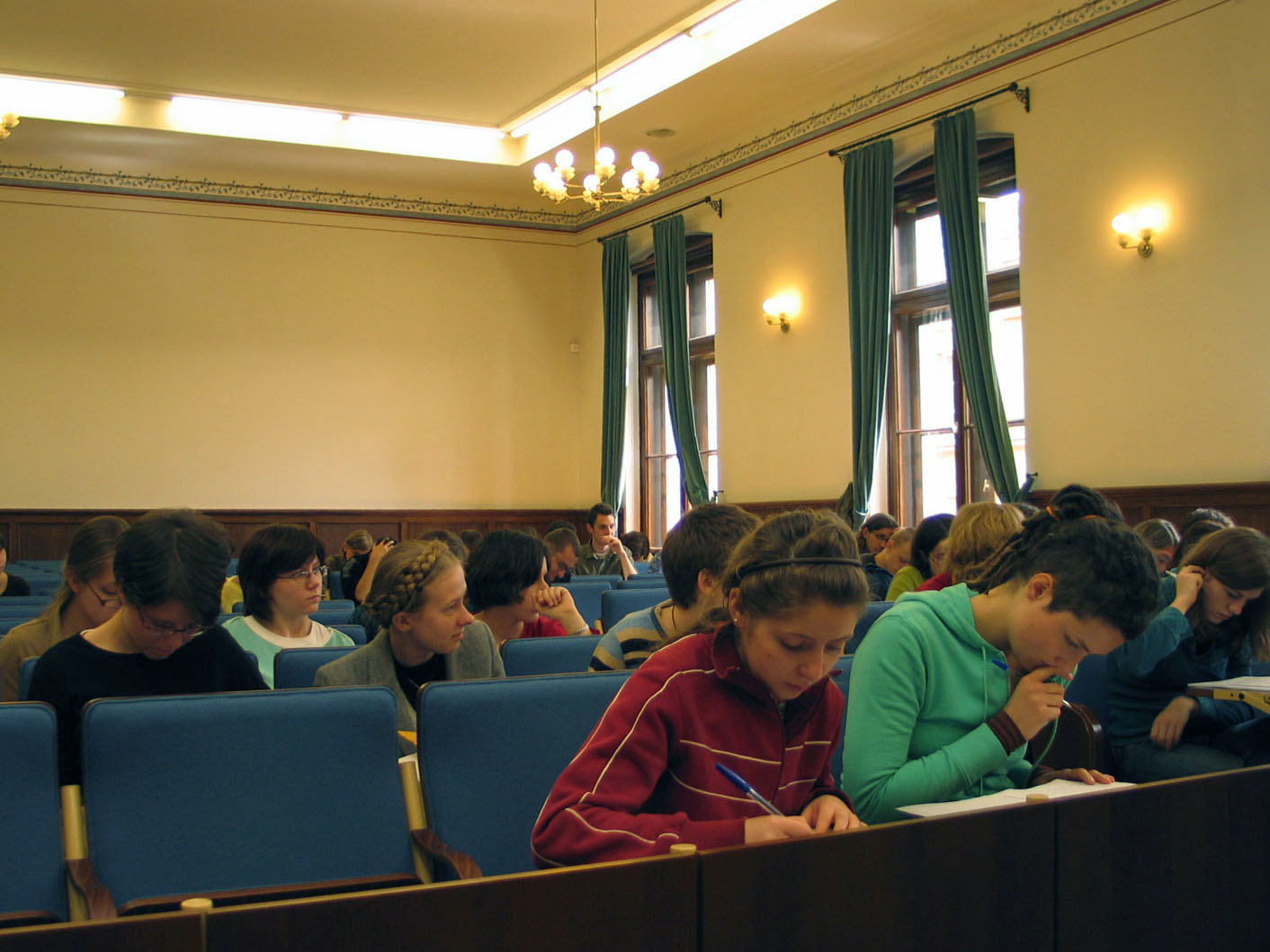
Sala wykładowa
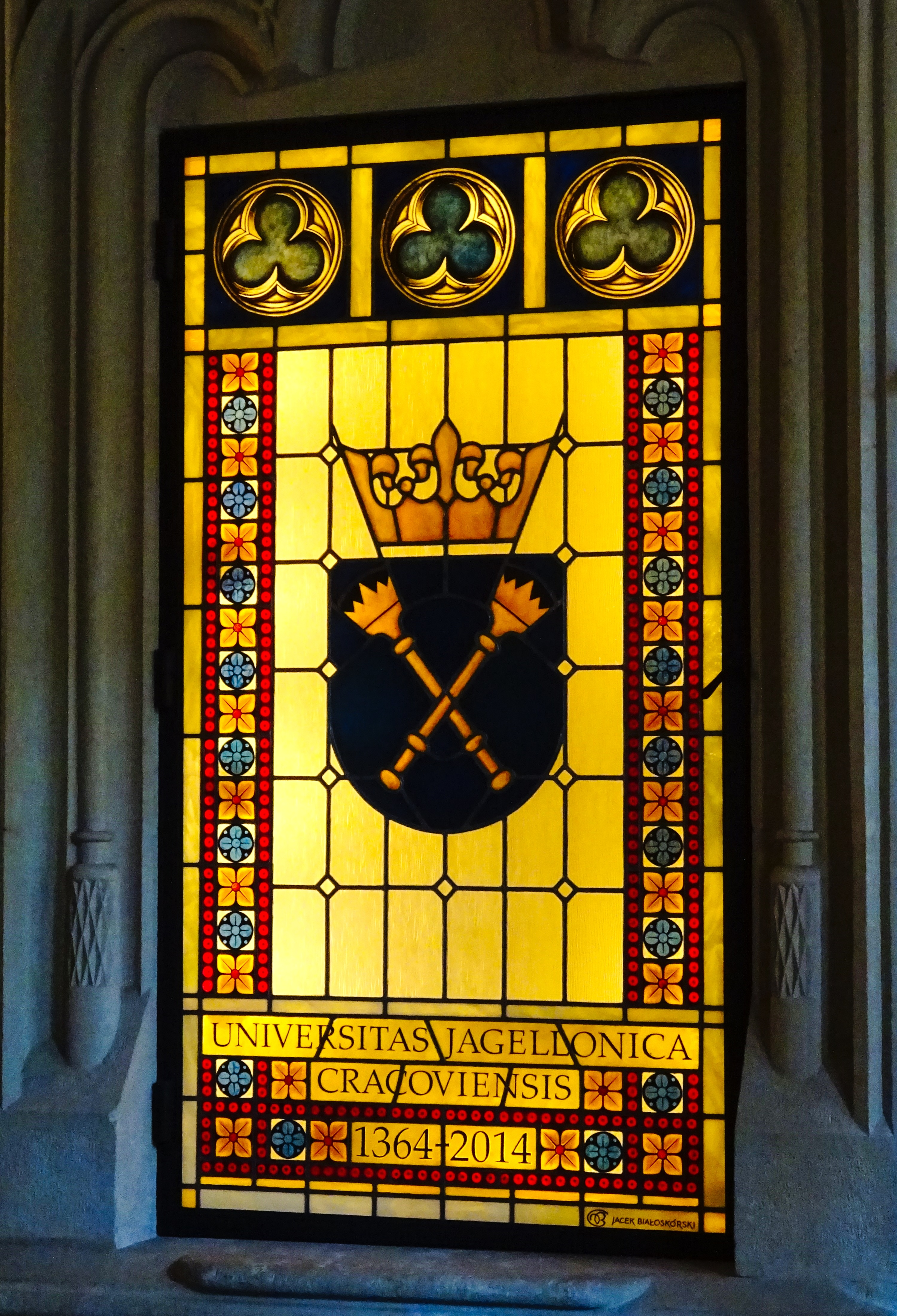
Okolicznościowy witraż odsłonięty 10 stycznia 2014 roku z okazji 650. rocznicy powołania uczelni
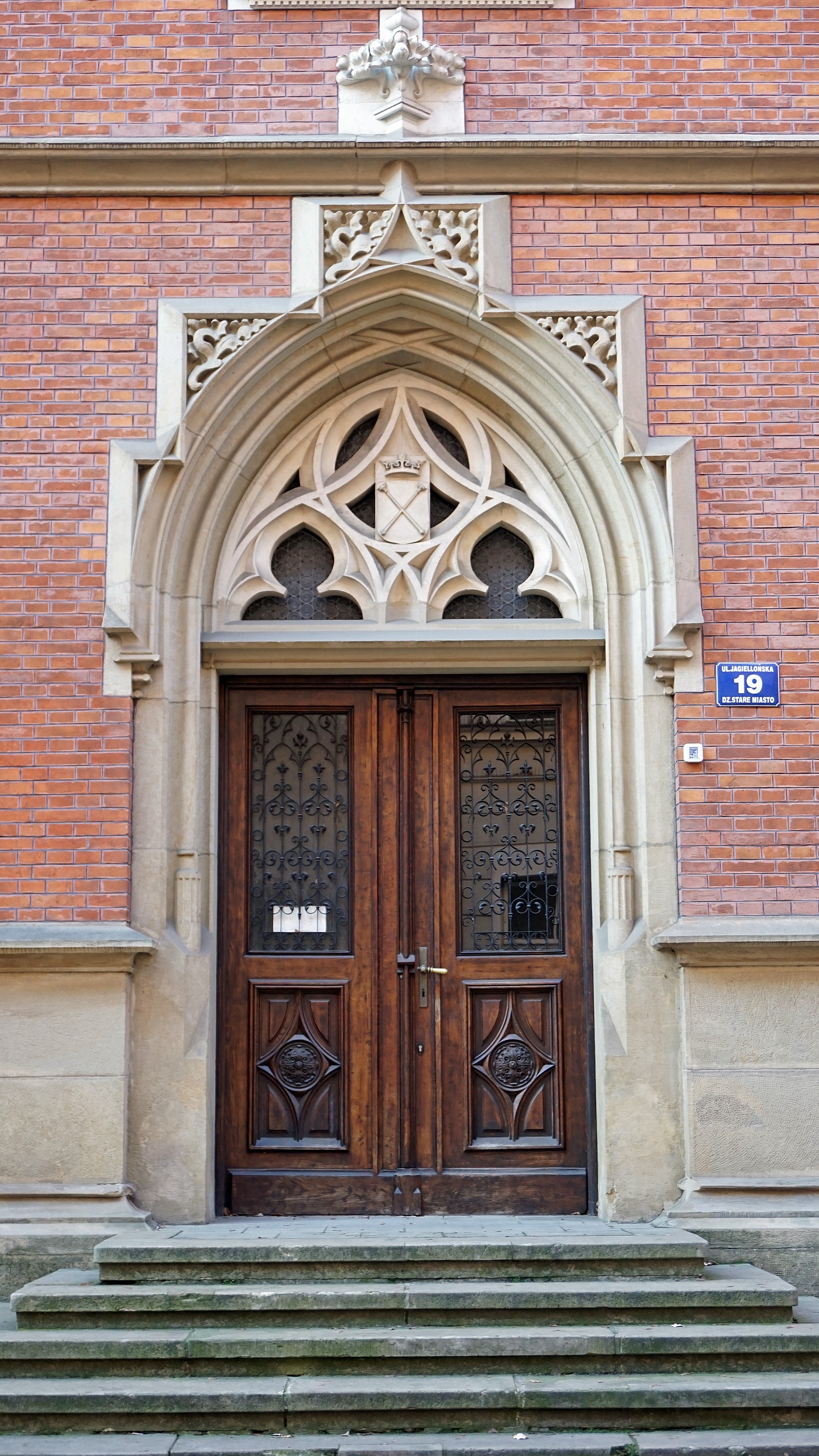
Brama wejściowa od strony ul. Jagiellońskiej

### Herby
Fasadę Collegium Novum zdobi 11 herbów Uniwersytetu Jagiellońskiego i jego dobroczyńców.
| Zdjęcie                                                                        | Nazwa                                          | Opis                                                                                   |             |
| Na szczycie                                                                    | Na szczycie                                    | Na szczycie                                                                            | Na szczycie |
| ------------------------------------------------------------------------------ | ---------------------------------------------- | -------------------------------------------------------------------------------------- | ----------- |
|                                                                                | Herb Uniwersytetu Jagiellońskiego (tradycyjny) | Św. Stanisław trzymający tarczę herbową z orłem piastowskim.                           |             |
| Nad oknami                                                                     |                                                |                                                                                        |             |
|                                                                                | Herb Kazimierza Wielkiego                      | Pół tarczy z herbem księstwa brzesko-kujawskiego i orłem piastowskim.                  |             |
|                                                                                | Herb królowej Jadwigi (Andegawenów)            | Pół tarczy w pasy biało-czerwone i lilie andegaweńskie.                                |             |
|                                                                                | Herb Polski                                    | Tarcza z wizerunkiem orła w koronie w stylistyce orła jagiellońskiego.                 |             |
|                                                                                | Pogoń                                          | Herb Wielkiego Księstwa Litewskiego                                                    |             |
|                                                                                | Herb papieża Urbana V                          | Papież Urban V wydał w 1364 roku bullę pozwalającą na erygowanie Akademii Krakowskiej. |             |
| Rząd herbów egzekutorów testamentu królowej Jadwigi, w obramieniach okien auli |                                                |                                                                                        |             |
|                                                                                | Leszczyc                                       | Herb biskupa krakowskiego Piotra Wysza.                                                |             |
|                                                                                | Szreniawa                                      | Herb biskupa kujawskiego Mikołaja Kurowskiego.                                         |             |
|                                                                                | Topór                                          | Herb kasztelana krakowskiego Jana Tęczyńskiego.                                        |             |
|                                                                                | Pilawa                                         | Herb podkanclerzego koronnego Klemensa Moskarzewskiego.                                |             |
|                                                                                | Leliwa                                         | Herb królowej Elżbiety z Pilczy Granowskiej                                            |             |